# Jens Petersen (fotograf)
Jens Petersen (19. března 1829 Brædstrup – 1. února 1905 Kodaň) byl dánský profesionální fotograf. Je považován za průkopníka fotografie.

## Životopis
Jens Petersen byl synem hospodáře a specialisty na textil Pedera Hansena (asi 1792-1831) a jeho manželky Maren Pedersdatterové (* asi 1789). Svůj profesní život začal jako zaměstnanec obchodníka v Odense. Byl zjevně nadaný na jazyky, kromě rodné dánštiny se naučil také francouzsky, německy a anglicky. V dánské březnové revoluci v roce 1848 se Petersen dobrovolně přihlásil do povstání ve Šlesvicku-Holštýnsku, ale bylo mu pouhých 19 let a nebyl přijat.
Petersen se začal zajímat o fotografii a daguerrotypii. V roce 1853 získal fotoaparát. V letech 1854 a 1855 provozoval fotografický ateliér v Kodani na rohu ulic Vimmelskaftet a Badstuestræde. Oženil se 29. dubna 1855 v Kodanis Bernhardinou Wilhelminou Charlottou Bendixenovou. V letech 1855 až 1857 provozoval své fotografické řemeslo ambulantně, jeho manželka Bernhardine Wilhelmine Charlotte pracovala jako asistentka. Od roku 1857 opět provozoval fotoateliér v Odense. Dne 24. března 1860 se jim v Odense narodil syn Charles Bendix Petersen, který se později také stal fotografem a jeho obchodním nástupcem. Dne 24. listopadu 1861 se mu v Odense narodila dcera Fanny Petersenová (1861-1934), která se později stala malířkou.
V srpnu 1863 se rodina Petersenových přestěhovala zpět do Kodaně, kde si otevřel studio na adrese Østergade 15. Rychle se stal úspěšným portrétním fotografem.
Jens Petersen také nafotografoval na skleněné desky mramorové postavy v Thorvaldsenově muzeu.
Petersen je jedním z raných válečných fotografů. V březnu 1864, během německo-dánské války (únor až říjen 1864), pořídil četné fotografie válečných scén v Dybbølu a Sønderborgu.
V dubnu 1864 byl jmenován královským dvorním fotografem v Dánsku. V roce 1865 se stal prezidentem fotografické společnosti Den photographiske Forening, založené v roce 1863. Když dne 5. dubna 1879 jako nástupnická organizace byla založena Dánská asociace fotografů Dansk photographisk Forening, předsedou této asociace se opět stal Jens Petersen a od roku 1894 byl čestným členem.
Jens Petersen získal budovu na adrese Kongens Nytorv 3 a pověřil dánského architekta Nielse Sigfreda Nebelonga (1806–1871) s návrhem interiéru svého fotoateliéru; dekorace pro Petersenův ateliér maloval dánský krajinář Carl Frederik Aagaard (1833–1895). V roce 1865 se jeho fotoateliér přestěhoval z Østergade 15 do nového ateliéru na Kongens Nytorv 3; Petersen nadále bydlel v Østergade 34 i po přemístění studia.
V roce 1869 Petersen koupil dánská práva na kalotypový proces Josepha Alberta, Albertotyp. Byl také prvním dánským fotografem, který fotografoval na želatinové desky z bromidu stříbrného (panchromatické desky), které pak byly použity pro pokusy s barevnou fotografií. Petersenovy fotografie byly vystaveny ve Stockholmu v roce 1866, v Paříži v roce 1867, v Kodani v roce 1872 a ve Vídni v roce 1873. Petersen také pořídil topografické fotografie, například pro první vydání Statistického topografického popisu Dánského království od Jense Petera Trapa („Traps Danmark“), ve kterém byly Petersenovy fotografie reprodukovány jako litografie.
Petersen podle svých slov zaměstnával v Paříži osm asistentů a vydělával 60 000 franků ročně. Kolem roku 1880 získal solární fotoaparát pro zvětšování na uhlíkovém papíru. V roce 1880 vzal Jens Petersen svého syna Charlese Bendixe Petersena (narozen 24. března 1860 v Odense, zemřel 30. března 1927 v Kodani do svého fotografického obchodu (Jens Petersen & Søn) a v roce 1889 mu jej zcela přenechal.
Petersen napsal několik článků do fotografických odborných časopisů. Například v roce 1892 napsal esej „Od dob daguerrotypie doma“ („Fra Daguerreotypitiden her hjemme“) pro spolkový časopis Svazu dánských fotografů (Beretninger fra Dansk fotografisk Forening) a v roce 1896 X. -paprsky a fotografie (X-Straalerne og Fotografien). V roce 1889 Petersen vydal svou přednášku „Fotons Forhistorie“ („Prehistorie fotografie“) jako knihu. Tuto knihu věnoval švédsko-norskému králi Oskarovi II. a obdržel švédskou cenu „za vědu a umění“ (Litteris et Artibus). Petersen byl 8. dubna 1891 povýšen na rytíře Řádu Dannebrog a v roce 1898 byl jmenován důstojníkem d'Académie francouzského Řádu za zásluhy, Řád akademických palem.
Dne 1. dubna 1904 zemřela jeho manželka Bernhardine Wilhelmine Charlotte. Jens Petersen zemřel v Kodani 1. února 1905 ve věku 76 let a byl pohřben na tamním hřbitově Garrisons Kirkegård. Syn Jense Petersena a obchodní nástupce Charles Bendix Petersen se také v roce 1893 stal dvorním fotografem. V roce 1906 prodal studio Christian Frederik Reinau (1863-1939).

## Galerie

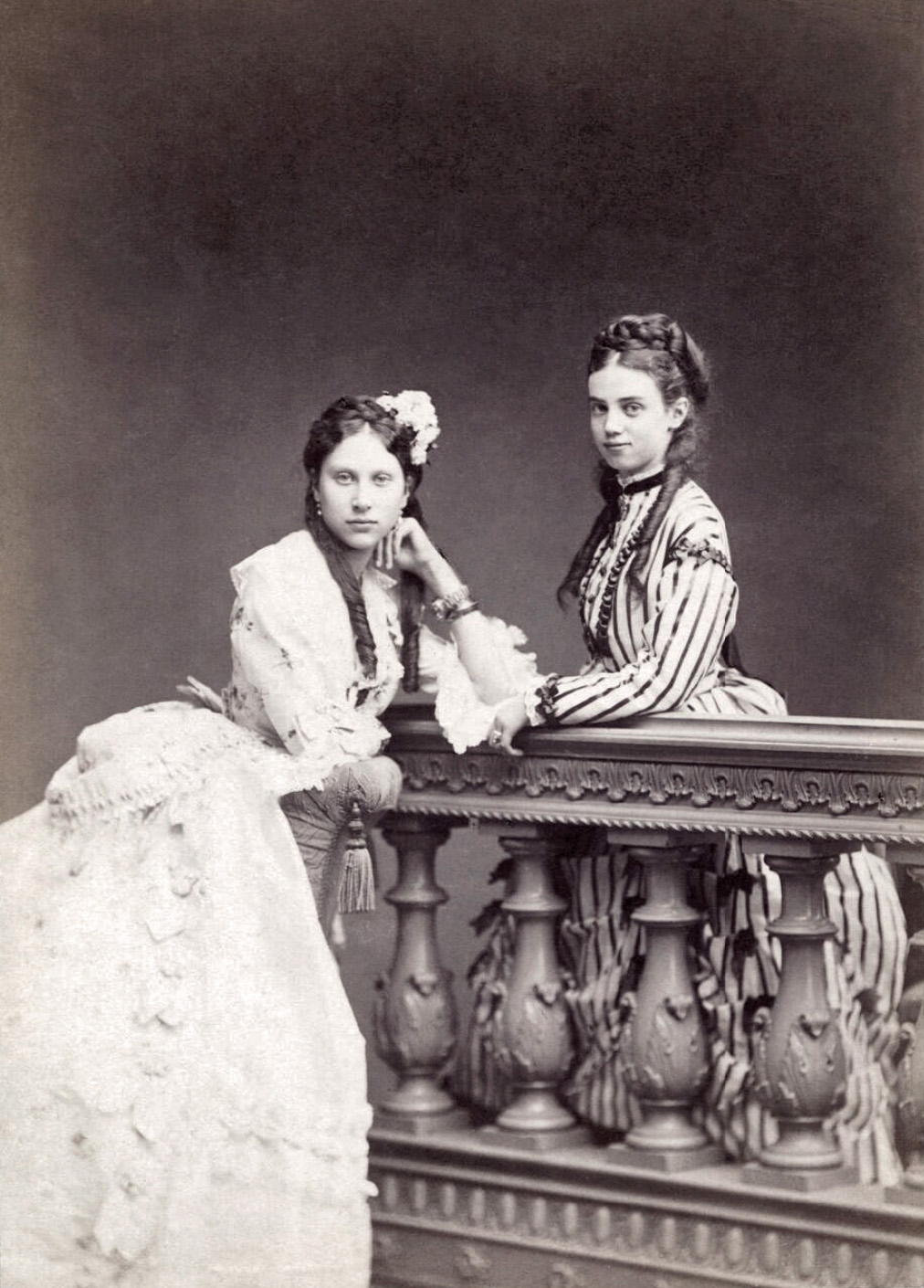
Louise (future Queen of Denmark) with her sister-in-law Thyra, Crown Princess of Hanover, 1869
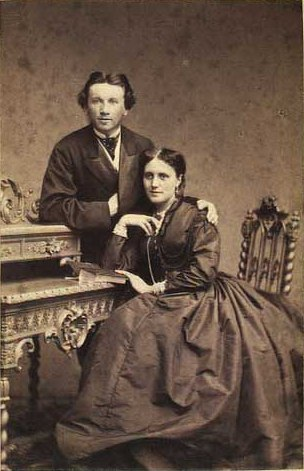
Leopold August Damm (1841-1901), Danish industrialist, co-founder of Tuborg and Superfos, před 1901
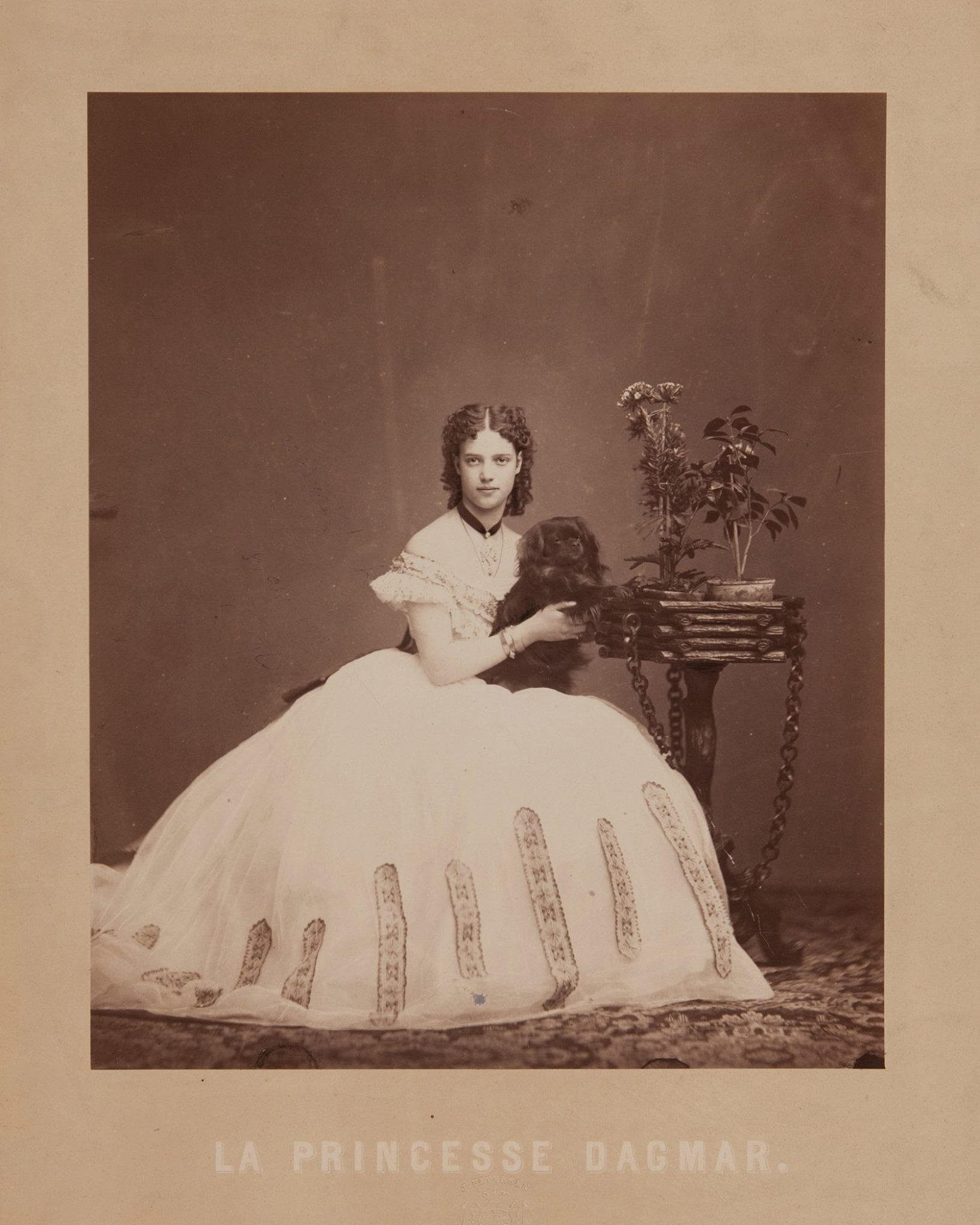
Princezna Dagmar of Denmark, the future Empress Maria Feodorovna of Russia. Marie Sofie Dánská
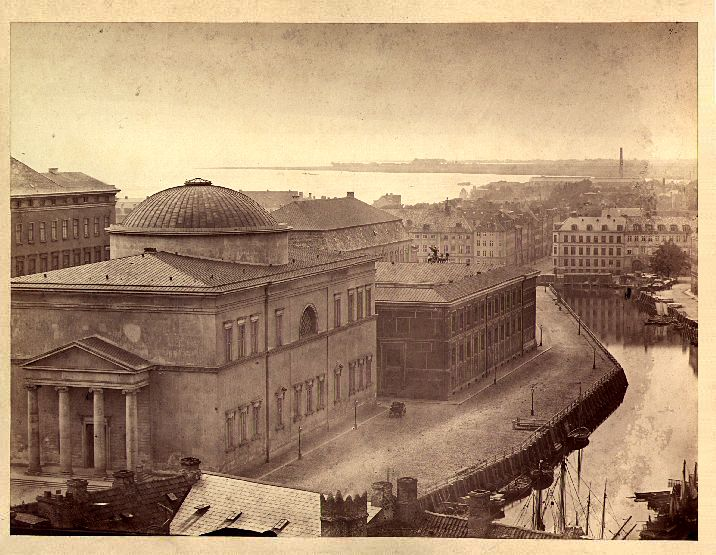
Christiansborg Slotskirke, asi 1860
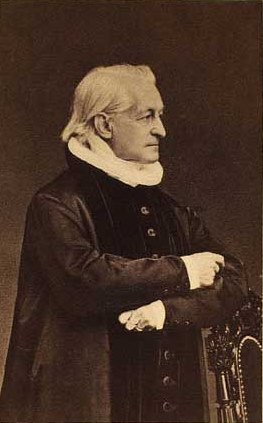
H.N. Clausen (1793–1877), 1870
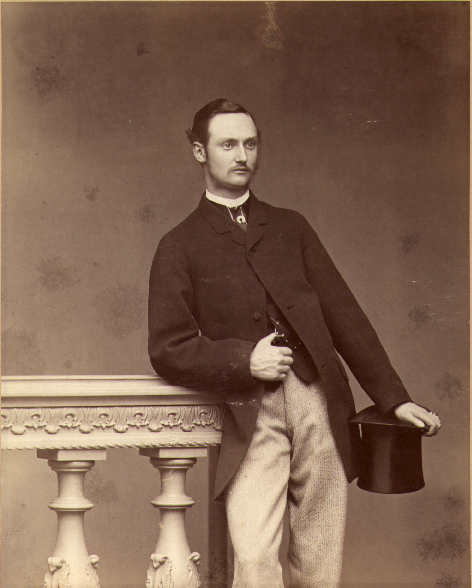
Frederik VIII som kronprins, 1866
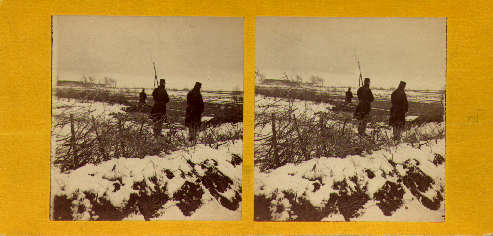
Stereo fotografie z německo-dánské války, Vedetter at Dybbøl, 1864
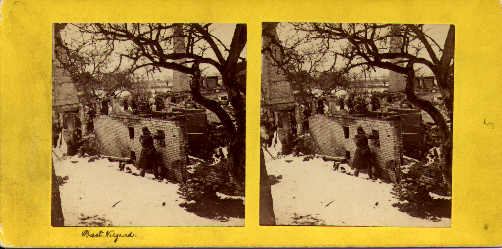
Stereo fotografie z německo-dánské války, Östlich von Dybbøl, 1864
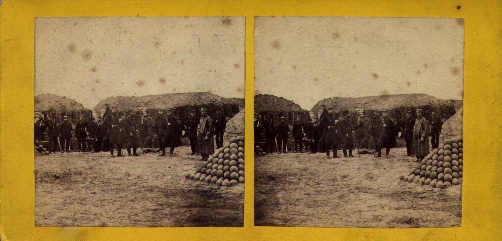
Stereo fotografie z německo-dánské války, Befestigungsanlagen, Dybbøl, 1864

## Vyznamenání a ocenění
- od dubna 1864 královský dánský dvorní fotograf
- 1889 švédská cena „za vědu a umění“ (Litteris et Artibus)
- od 8. dubna 1891 rytíř Řádu Dannebrog
- 1894 čestný člen Asociace dánských fotografů (Dansk photographisk Forening)
- 1898 Officier d'Académie francouzského řádu za zásluhy, Ordre des Palmes Académiques

## Dílo
- Přednáška „Fotons Forhistorie“ („Prehistorie fotografie“), 1889, digitalizováno
- Článek v časopise „Z dob daguerrotypie doma“ („Fra Daguerreotypitiden her hjemme“), 1892
- Článek v časopise "X-Straalerne og Fotos", v: Beretninger fra Dansk fotografisk Forening, únor 1896